# FTSE All-World High Dividend Yield Index
Der FTSE All-World High Dividend Yield Index ist ein weltweiter Aktienindex, der basierend auf dem FTSE All-World Index die Titel mit der höchsten Dividende selektiert und diese abbildet. Er wird von der britischen Firma FTSE Russell erstellt und veröffentlicht. Er dient als Benchmark oder als Grundlage für ETFs und Zertifikate.
Per Ende Juli 2025 waren im Index 2.378 Unternehmen enthalten und versprachen eine durchschnittliche Dividendenrendite von 3,54 % gegenüber 4.221 Unternehmen im FTSE All-World mit einer Dividendenrendite von 1,79 %. Im Gegensatz zum All-World Index haben aktuell Technologie-Unternehmen ein deutlich geringeres Gewicht (nur 5 % statt 30 %) gekoppelt mit einem geringeren Gewicht der USA (41 % statt fast 64 %).